# Luis Pinto Sandoval
Luis José Pinto Sandoval (San Félix, Venezuela, 16 de octubre de 1995) es un futbolista profesional venezolano, se desempeña en el terreno de juego como centrocampista y su actual equipo son los Delfines del Este FC de la Liga Dominicana de Fútbol.

## Clubes
| Club                 | País                 | Año           |
| -------------------- | -------------------- | ------------- |
| Mineros De Guayana B | Venezuela            | 2012-2018     |
| Delfines del Este FC | República Dominicana | 2020-presente |

## Palmarés
| Título | Club | Año |
| ------ | ---- | --- |
|        |      |     |